# X Factor Compilation 2013
X Factor Compilation 2013 è una compilation, pubblicata il 13 dicembre 2013. Raccoglie i brani cantati dai concorrenti della settima edizione di X Factor Italia ed i loro inediti.

## Tracce
1. Violetta Zironi – Dimmi che non passa – 3:22 – inedito
2. Violetta Zironi – Le tasche piene di sassi – 3:48 (Jovanotti)
3. Michele Bravi – La vita e la felicità – 3:20 – inedito
4. Michele Bravi – See Emily Play – 2:00 (Pink Floyd)
5. Ape Escape – Invisibili – 3:40 – inedito
6. Ape Escape – Mentre tutto scorre – 2:42 (Negramaro)
7. Andrea D'Alessio – Venerdì – 3:25 – inedito
8. Andrea D'Alessio – Je so' pazzo – 4:08 (Pino Daniele)
9. Aba – Indifesa – 3:38 – inedito
10. Aba – I Put a Spell on You – 3:01 (Screamin' Jay Hawkins)
11. Valentina Tioli – Where Is the Love? – 4:02 (Black Eyed Peas)
12. Street Clerks – ...Baby One More Time – 2:55 (Britney Spears)
13. Roberta Pompa – Trouble – 3:35 (Ray LaMontagne)
14. Lorenzo Iuracà – Se sapessi come fai – 2:40 (Luigi Tenco)
15. Gaia Galizia – Bitch – 3:10 (Meredith Brooks)
16. Freeboys – Try – 3:15 (Pink)
17. Fabio Santini – La casa in riva al mare – 3:01 (Lucio Dalla)
18. Alan Scaffardi – Don't Let Me Be Misunderstood – 2:20 (Nina Simone)

## Classifica italiana
| Classifica | Posizione più alta |
| ---------- | ------------------ |
| FIMI       | 5                  |